# Прапор Чевеля
Прапор Чевеля затверджений 9 червня 2006 року сесією Поліської сільської ради.

## Опис
Квадратне зелене полотнище, у центрі білий лапчастий хрест, навколо якого жовте сяйво у вигляді кільця.